# Малий Віктор Михайлович
Віктор Михайлович Малий(нар. 13 серпня 1946, Жданов, Сталінська область, СРСР) - заслужений діяч мистецтв Росії, професор.

## Біографія
Народився 13 серпня 1946 році в м.Жданові Донецької області, нині-Маріуполь.
У 1967 році закінчив Краснодарське художнє училище з відзнакою.
У 1976 році закінчив Московський державний академічний художній інститут імені В. І. Сурікова з відзнакою, а в 1978 році - асистентуру - стажування при ньому. Член московського Союзу художників та Союзу художників Росії. Учасник зональних, московських, республіканських, всесоюзних та зарубіжних художніх виставок. Перша велика виставка – Зональна виставка «Радянський Південь» у 1967 році у м. Київ Ірпінь.
Нагороджений грамотами, дипломами, почесними знаками Спілки художників СРСР,РРФСР, міністерства культури СРСР, РРФСР, Дирекції виставок, Головного політичного управління прикордонних військ та ін.
Роботи знаходяться в музеях, приватних колекціях та галереях як у країні, так і за кордоном.
З 1976 року до теперішнього часу викладає живопис у Московському державному академічному художньому інституті імені Ст. І. Сурікова, професор.

## Участь у виставках

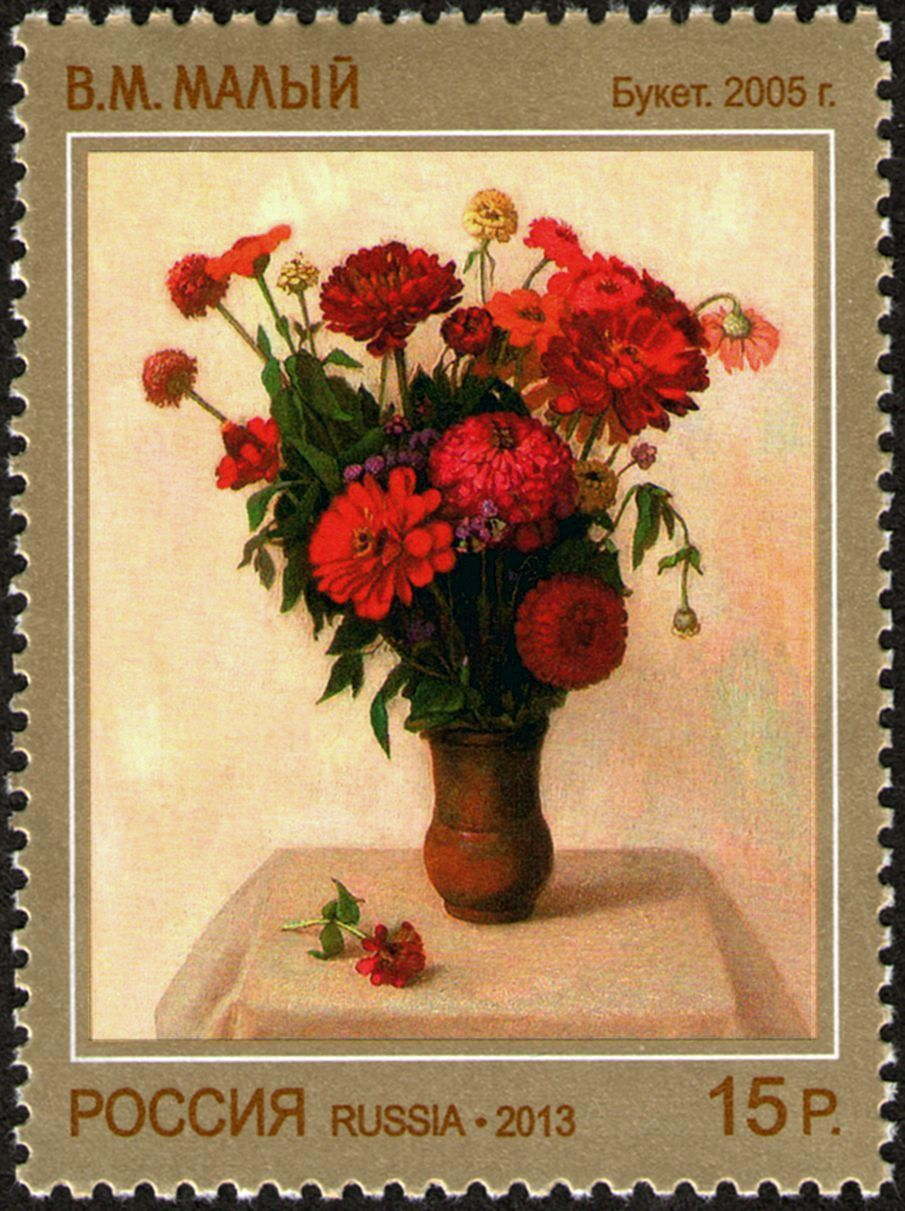
В. М. Малий. Букет. 2005 р. Поштова марка Росії, 2013 р., (ЦФА [ АТ «Марка» ] №1741)

- 1967 р. — Зональна художня виставка «Радянський південь» у м. Київ Ірпінь.
- 1973 р. - Молодіжна виставка московських художників, Москва .
- 1975 - Всесоюзна художня виставка «30 років Великої Перемоги», Москва.
- 1976 р. - Всесоюзна художня виставка "Молодість країни", Москва.
- 1976 р. - П'ята Всесоюзна художня виставка плаката, Москва.
- 1977 р. - Всесоюзна художня виставка «Ленінський шлях», присвячена 60-річчю Великого Жовтня, Москва.
- 1977 р. - Всесоюзна художня виставка "Країна рідна", Москва.
- 1977 - Виставка творів московських художників, присвячена 60-річчю Великого Жовтня, Москва.
- 1977 р. - Ретроспективна виставка дипломних робіт художніх ВНЗ, Москва.
- 1978 р. - Всесоюзна художня виставка "60 героїчних років", присвячена 60-річчю Збройних сил СРСР, Москва.
- 1978 р. - 10-а молодіжна виставка, Москва.
- 1979 р. - Республіканська художня виставка «Ми будуємо БАМ », м. Київ Улан-Уде .
- 1979 р. - Зональна спортивна виставка. Москва.
- 1979 р. - Всесоюзна художня виставка "Фізкультура та спорт в образотворчому мистецтві", Москва.
- 1980 - Всесоюзна художня виставка "Спорт - посол світу", Москва.
- 1981 р. - Шоста Всесоюзна художня виставка плаката, присвячена 26 з'їзду КПРС, Москва.
- 1982 р. - Всесоюзна художня виставка «Молодість країни», присвячена 19 з'їзду ВЛКСМ, Москва.
- 1983 р. – Всесоюзна художня виставка «Радянські художники – прикордонникам», присвячена 65-річчю прикордонних військ СРСР, Москва.
- 1983 - Ювілейна художня виставка «25 років військово-шефської роботи МОСГ», Москва.
- 1986 р. - Всесоюзна художня виставка "Ми будуємо комунізм", Москва.
- 1987 р. - Російська художня виставка «Пам'яті Вітчизни», Москва.
- 1988 р. - Всесоюзна ювілейна художня виставка «70 років прикордонних військ СРСР», Москва.
- 1981-1989 р. р. - Зональні художні виставки "Московські художники - прикордонникам", Москва, Зеленоград .
- Після 1990 року брав участь у всіх виставках Московського Союзу художників та Союзу художників Російської Федерації.
- Зарубіжні виставки в США, ФРН, Канаді, Кореї, Монголії та інших країнах.